# Tumor de hipófisis
Los tumores de hipófisis son proliferaciones de células anómalas localizadas en la glándula hipófisis. La mayor parte son benignos y reciben el nombre de adenomas de hipófisis, 0.2% son de carácter maligno y se llaman carcinomas de hipófisis.  Dependiendo de si liberan o no hormonas a la circulación general se dividen en dos grupos: funcionantes y no funcionantes. La mayor parte son funcionantes y producen una o varias de las hormonas liberadas por la hipófisis habitualmente, lo que termina por elevar los niveles circulantes.

## Incidencia

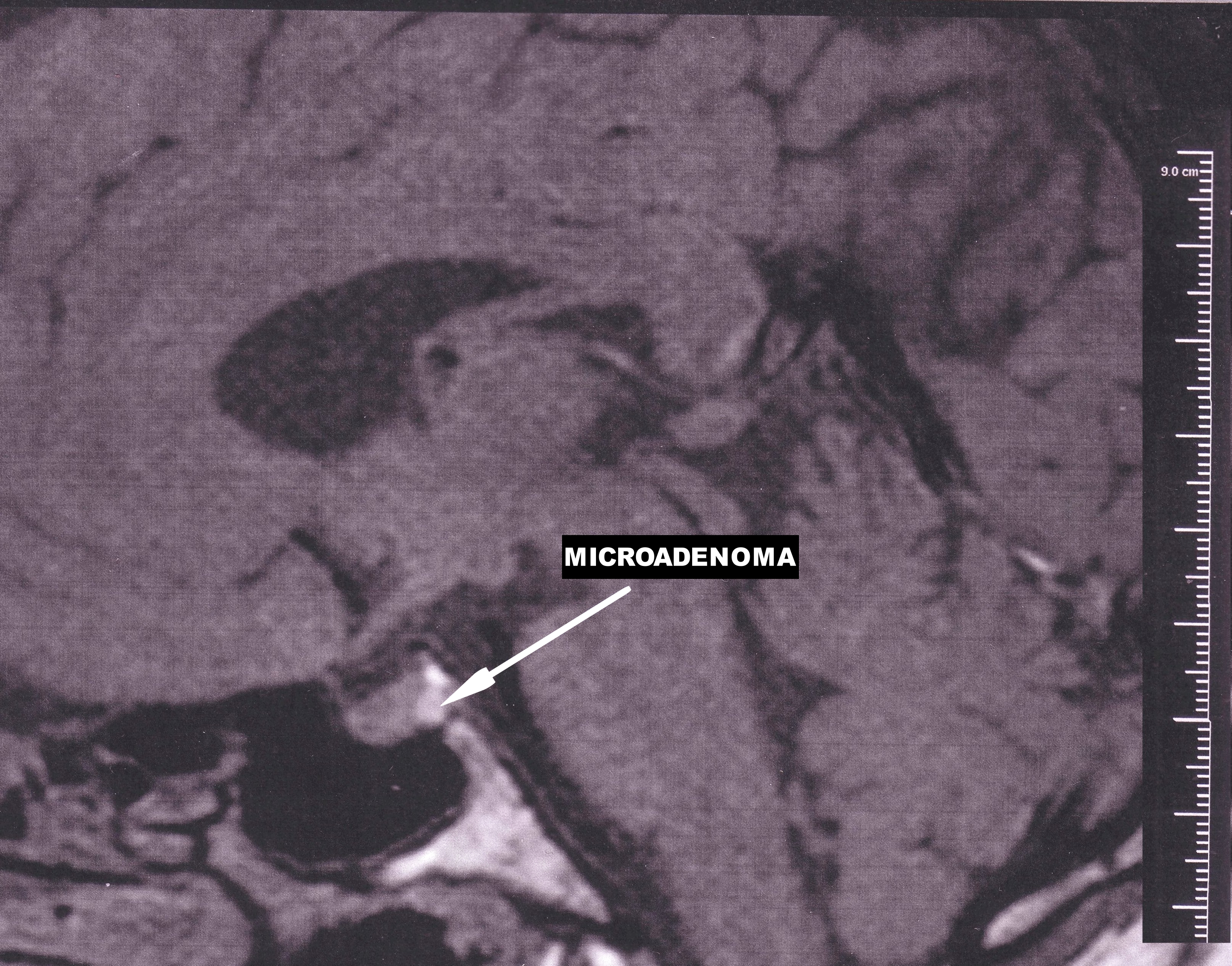
Microadenoma de hipófisis.

En estudios realizados mediante análisis de series de autopsias y estudios de imagen, se ha comprobado que la existencia de tumores hipofisarios es muy frecuente, presentándose en alrededor del 16.7 % de la población. La mayor parte de ellos son de pequeño tamaño (microadenomas) y no producen sintomatología, descubriéndose de forma casual.

## Hormonas hipofisarias
Las hormonas producidas normalmente por la hipófisis son: GH (hormona del crecimiento), prolactina, ACTH, TSH, FSH y LH. Dependiendo de la hormona principal que producen, los tumores de hipófisis se pueden clasificar en los siguientes tipos:
- Productores de GH.
- Productores de prolactina.
- Productores de TSH.
- Productores de ACTH
- Productores de gonadotropinas (FSH y LH).
- Sin producción hormonal.

## Síntomas
Los síntomas pueden estar provocados por la compresión de estructuras vecinas. Si afecta al quiasma óptico se produce pérdida de visión que generalmente es una hemianopsia bitemporal.  En muchas ocasiones las manifestaciones se deben a un aumento en los niveles de hormonas hipofisarias. Si se produce ACTH en exceso la manifestación es un síndrome de Cushing, cuando la hormona secretada es la TSH, la consecuencia es un hipertiroidismo, en caso de elevación en los niveles de GH se produce acromegalia o gigantismo, los tumores productores de prolactina se llaman prolactinomas y causan elevación de los niveles de prolactina en sangre (hiperprolactinemia). Los carcinomas pueden diseminarse a otros órganos (metástasis).

## Complicaciones

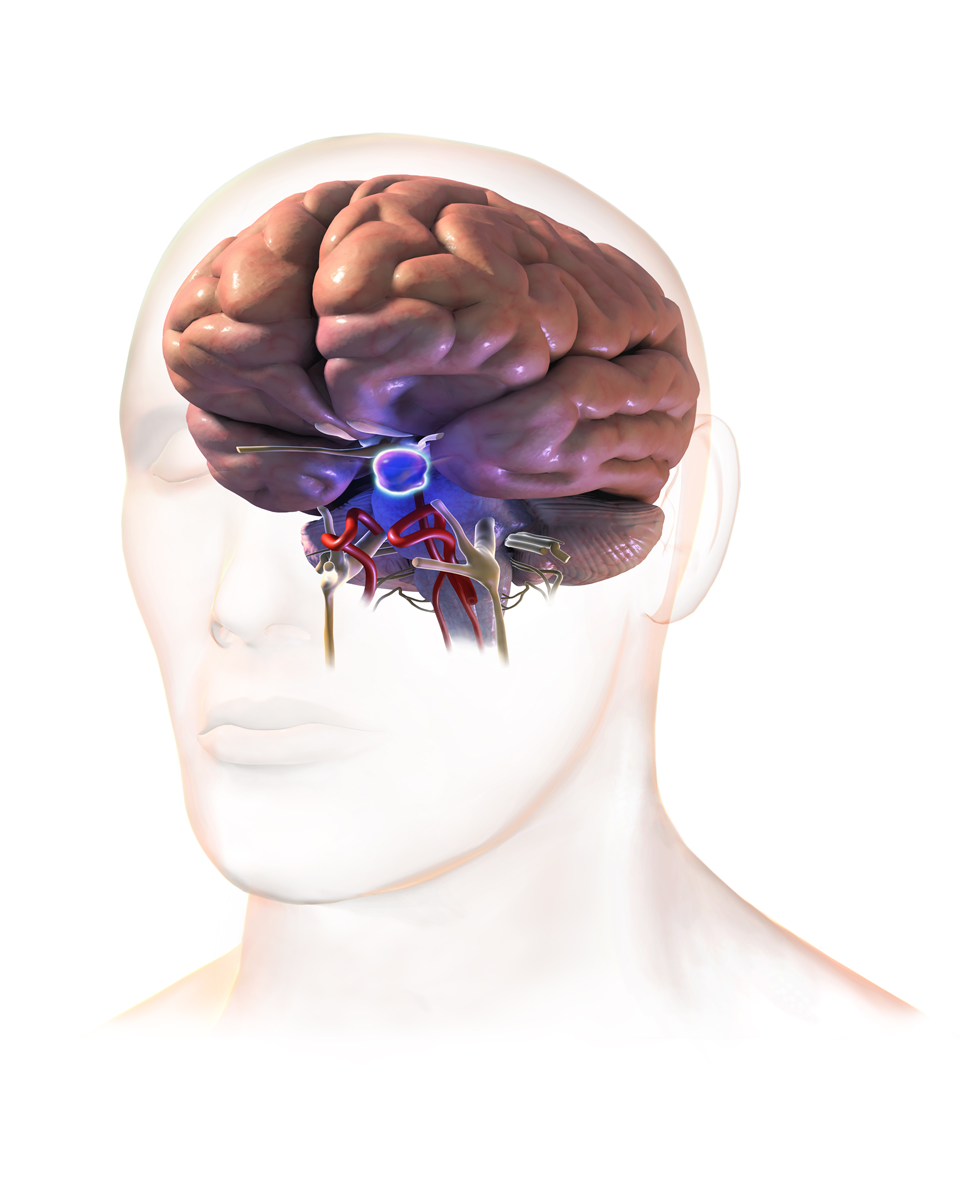
Tumor de hipófisis.

- Apoplejía hipofisaria. Consiste en una hemorragia, necrosis o  infarto hemorrágico de un tumor hipofisario provocado por su repentina expansión. Provoca sintomatología aguda consistente en dolor de cabeza de inicio brusco, disminución del nivel de conciencia y pérdida de visión.[4]
- Hipopituitarismo. Disminución anormal del conjunto de hormonas producidas por la glándula hipófisis.
- Diabetes insípida. Se debe a una disminución en la producción de hormona antidiurética como consecuencia de la expansión del tumor.

## Tratamiento
El tratamiento de los tumores hipofisarios es muy variable, pues depende de numerosas circunstancias, entre ellas tamaño del tumor, tiempo de evolución, edad, existencia o no de compresión sobre estructuras vecinas, síntomas acompañantes, función hipofisaria y existencia de complicaciones. Cuando existen síntomas por compresión de estructuras vecinas el tratamiento de elección es la cirugía que puede realizarse por vía transesfenoidal (a través del hueso esfenoides del cráneo).